# Kutra
Die Kutra war ein Gewichtsmaß vorwiegend für Indigo und galt in Basra.
- 1 Kutra = 117 Vakias attari = 63,02 Kilogramm[1]
- 1 Vakia attary = 538,64 Gramm und wurde als  ein Maß für Kandis, Kardamom, Kaffee, Pfeffer und Ingwer vorrangig genommen.